# Flugzeugkollision auf dem Flughafen Teheran-Mehrabad 2000
Die Flugzeugkollision auf dem Flughafen Teheran-Mehrabad 2000 ereignete sich am 2. Februar 2000, als eine vom Flughafen startende Lockheed C-130 Hercules der Iranischen Luftwaffe von der Startbahn abkam und mit einem unbesetzten Airbus A300B2-203 der Iran Air zusammenstieß. Bei dem Unfall kamen acht Personen an Bord der Militärmaschine ums Leben.

## Flugzeuge und Insassen

### Lockheed C-130 Hercules der Iranischen Luftwaffe

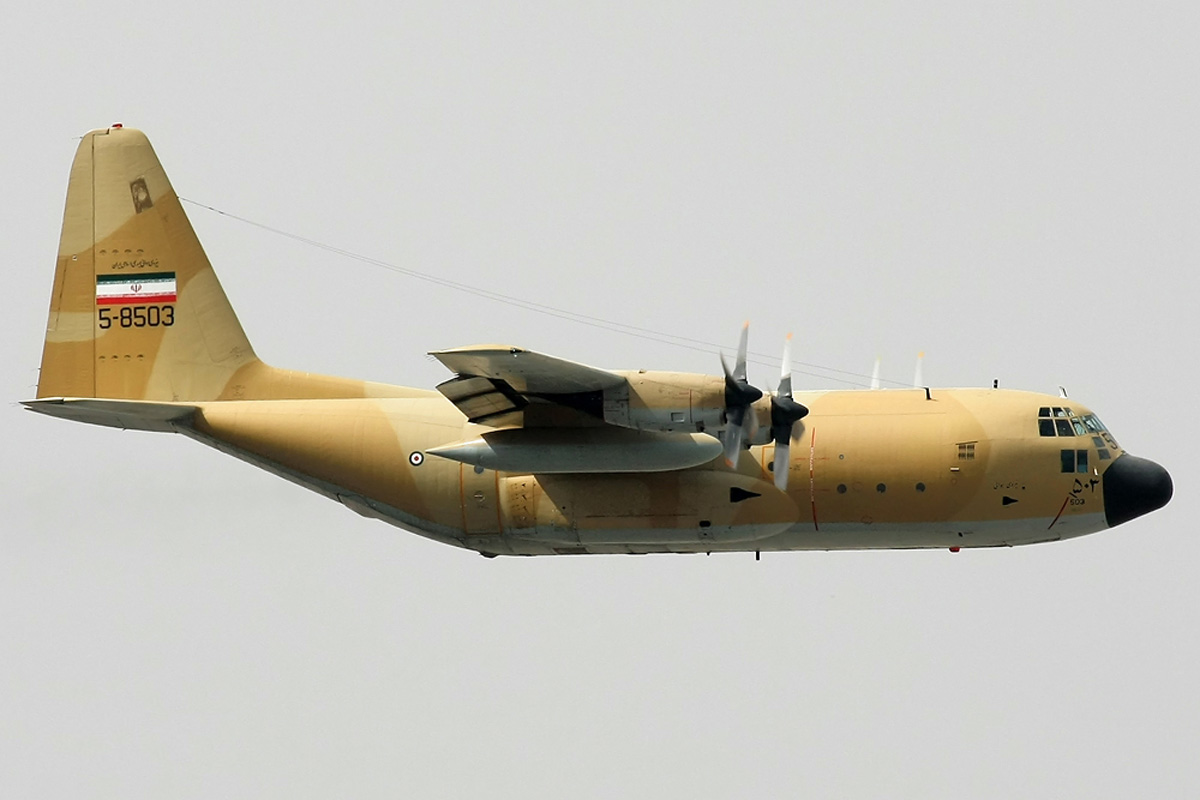
Eine Lockheed C-130 Hercules der IRIAF

Das erste Flugzeug war eine viermotorige militärische Transportmaschine vom Typ Lockheed C-130 Hercules. Die Identität der Maschine ist nicht bekannt, sie befand sich im Einsatz bei der Iranischen Luftwaffe (IRIAF). Mit der Maschine sollte ein Flug zum Militärflugplatz Hamadan unternommen werden. An Bord der Maschine befanden sich acht Insassen.

### Airbus A300B2-203 der Iran Air
Die zweite Maschine war ein zweistrahliges Großraumflugzeug vom Typ Airbus A300B2-203, der im Airbus-Werk Clément Adler in Toulouse als 61. Maschine des Typs A300 endmontiert wurde. Das Flugzeug absolvierte seinen Erstflug am 21. Dezember 1979 mit dem Testkennzeichen F-WZEK. Das Flugzeug wurde am 17. März 1980 an die Iran Air ausgeliefert und wurde seitdem von dieser durchgehend mit dem Luftfahrzeugkennzeichen EP-IBR betrieben. Das zweistrahlige Kurzstrecken-Großraumflugzeug war mit zwei Turbojettriebwerken des Typs General Electric CF6-50C ausgestattet. Bis zum Zeitpunkt des Unfalls hatte die Maschine 33.700 Betriebsstunden absolviert, auf die 28.100 Starts und Landungen entfielen.
Der Airbus war zum Zeitpunkt des Unfalls unbesetzt, er wurde aus der Wartungshalle heraus über das Rollfeld zu einem Hangar geschleppt.

## Unfallhergang

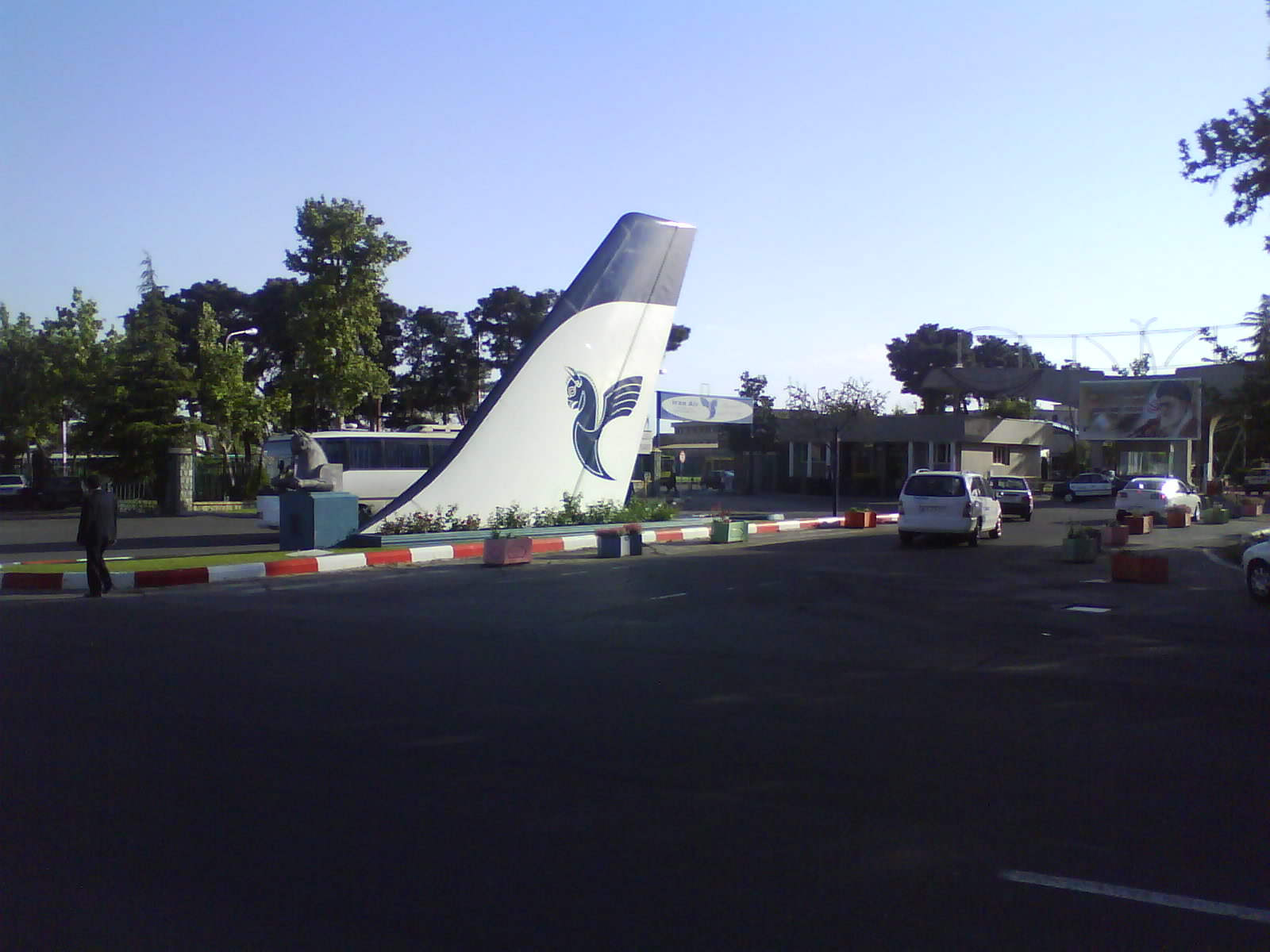
Das Seitenleitwerk des zerstörten Airbus vor der Zentrale der Iran Air

Mit der Lockheed C-130 Hercules der Iranischen Luftwaffe (IRIAF) sollte an diesem Tag ein Flug zum Militärflugplatz Hamadan absolviert werden. Die Besatzung hatte eine Freigabe zum Start von Startbahn 29R des Flughafens Teheran-Mehrabad erhalten. Als die Piloten den Startlauf durchführten, verloren sie plötzlich die Kontrolle über ihre Maschine. Die Lockheed kam von der Startbahn ab und raste in den Airbus A300, der gerade über das Rollfeld zu einem Hangar geschleppt wurde. Beide Flugzeuge explodierten und brannten aus. Acht Insassen an Bord der Lockheed C-130 Hercules kamen ums Leben.

## Nach dem Unfall
Nachdem die Flughafenfeuerwehr den Brand gelöscht hatte, war vom völlig ausgebrannten Airbus A300 kaum mehr als das Leitwerk und eine Tragfläche erhalten. Das Seitenleitwerk wurde überholt, neu lackiert und als Dekoration vor der Einfahrt zur Zentrale der Iran Air in Teheran installiert.